# Willy Rameau
Willy Rameau est un réalisateur français né le 29 juillet 1948 à Paris.

## Biographie
Willy Rameau, cinéaste martiniquais, est surtout connu comme réalisateur du long métrage Lien de parenté, sorti en 1986, « une histoire d'amour entre un aïeul blanc et un petit-fils de couleur », film pour lequel il est parvenu à imposer Jean Marais afin d'interpréter le rôle principal.

## Filmographie
- 1974 : La Dévoreuse d'André Teisseire - assistant à la réalisation
- 1977 : J'ai une île dans la tête (court métrage)[2]
- 1979 : Bastien, Bastienne de Michel Andrieu - directeur de production d'unité[3]
- 1979 : Mais ou et donc Ornicar de Bertrand Van Effenterre - acteur[4]
- 1986 : Lien de parenté[5]